# Siddi (etnische groep)

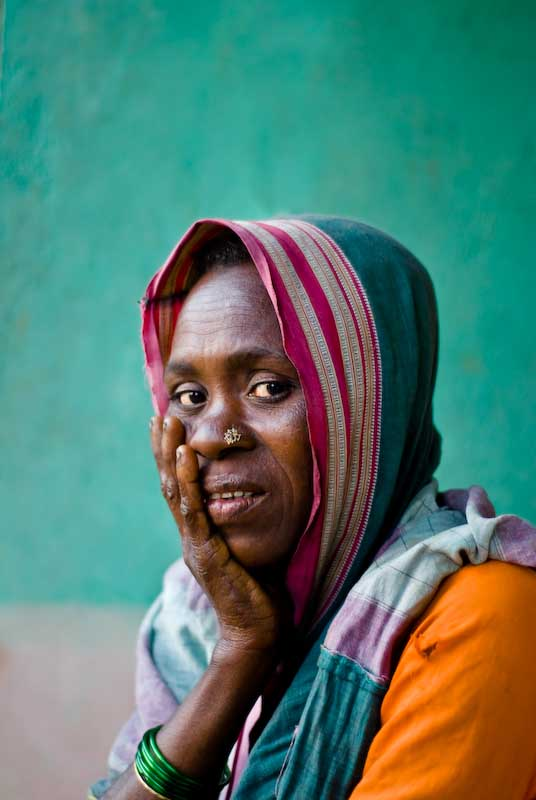
Siddi vrouw in Karnataka, India

De siddi (Hindi: सिदी) zijn een volk van Zwart-Afrikaanse herkomst in India en Pakistan. In India leven ze hoofdzakelijk in de deelstaat Gujarat en daarnaast in Maharashtra en Karnataka, terwijl zij in Pakistan in de provincies Beloetsjistan en Sindh leven. In India wordt hun aantal op 20.000 tot 30.000 geschat.
Siddi's stammen af van slaven die sinds de middeleeuwen door Arabische slavenhandelaren naar het Indisch subcontinent verkocht waren. Naast de term "siddi" was ook de benaming "habshi" in gebruik, specifiek voor slaven van Ethiopische afkomst. Siddi's spreken de lokale talen en zijn meestal moslim. Er zijn echter ook hindoeïstische en christelijke siddi's. De status van siddi's binnen het kastenstelsel is laag, evenals hun levensstandaard. In India behoren siddi's tot de scheduled tribes, die speciale bescherming genieten binnen de Indiase grondwet.